# Judas Christ
Judas Christ ist das siebte Studioalbum der Metal-Band Tiamat. Es erschien im März 2002 bei Century Media.

## Entstehung und Stil
Auf Judas Christ setzte die Band die am Dark Rock orientierte Ausrichtung von Skeleton Skeletron fort und integrierte streckenweise zusätzlich Einflüsse aus verschiedenen Rock-Subgenres. Einige Stücke wie etwa Vote for Love sind allerdings sehr zugänglich gehalten und folgen einem einfachen Strophe-Refrain-Schema. Zuweilen wurden ungewöhnliche Instrumente wie Geige, Sitar oder Didgeridoo verwendet. Erstmals seit dem Debüt Sumerian Cry spielte die Band das Album nicht in den Woodhouse Studios in Hagen ein, sondern mit Lars Nissen in den Puk, Medley & Sun Studios.

## Rezeption
Das Album erreichte in Deutschland Platz 28 und in Schweden Platz 52. Wolf-Rüdiger Mühlmann schrieb im Magazin Rock Hard, das Album sei eine „wichtige Etappe auf dem Weg zu alter Form und neuem Selbstbewusstsein.“ Er lobte „kleine, aber kompositorisch enorm dichte und stimmungsmäßig sehr wirkungsvolle Elemente“, die den Dark-Rock-Sound bereicherten. Seine Bewertung lag bei acht von zehn Punkten. Adam Bregman von der Webseite Allmusic.com vergab 1,5 von fünf Sternen. Adam Bregman kritisierte den Albumtitel, die Texte, die von Liebe und Astrologie handelten, und den Klang des Albums, das „überproduziert“ sei.

## Titelliste
1. The Return of the Son of Nothing – 4:59
2. So Much for Suicide – 4:23
3. Vote for Love – 4:49
4. The Truth's for Sale – 4:40
5. Fireflower – 3:47
6. Sumer by Night – 2:37
7. Love is as Good as Soma – 6:42
8. Angel Holograms – 3:38
9. Spine – 4:05
10. I Am in Love with Myself – 4:22
11. Heaven of High – 3:52
12. Too Far Gone – 4:49
13. Sixshooter (Bonustitel der limitierten Edition) – 4:10
14. However You Look at it You Lose (Bonustitel der limitierten Edition) – 4:08